# Norrström
 (mars 2015).
Si vous disposez d'ouvrages ou d'articles de référence ou si vous connaissez des sites web de qualité traitant du thème abordé ici, merci de compléter l'article en donnant les références utiles à sa vérifiabilité et en les liant à la section « Notes et références ».
Le Norrström est le cours d'eau de Stockholm en Suède. Situé au nord de Stadsholmen, il englobe les îles de Helgeandsholmen et de Strömsborg, lesquelles font toutes partie de Gamla stan, le centre historique de la ville.

## Hydrographie
Long de presque 700 mètres, le Norrström sert de déversoir du lac Mälar depuis le Riddarfjärden, et permet aux eaux de celui-ci de rejoindre la mer Baltique par l'intermédiaire du Stockholms ström, puis de la baie de Saltsjön.
La limite entre le Norrström et le Stockholms ström n'est pas très bien définie puisqu'elle est située selon les versions au niveau de deux ponts : le Strömbron ou le Norrbro.